# Partido de General Guido
General Guido es uno de los 135 partidos de la provincia argentina de Buenos Aires. Su cabecera es la ciudad de General Guido. Forma parte de la Quinta Sección Electoral de la Provincia de Buenos Aires. Es el partido con menor densidad de población de la provincia y el segundo menos poblado de la misma, solamente por detrás del partido de Tordillo.

## Geografía
Se halla ubicado al este de la provincia de Buenos Aires, limitando con los partidos de Dolores, Maipú, Ayacucho y Pila.

## Historia

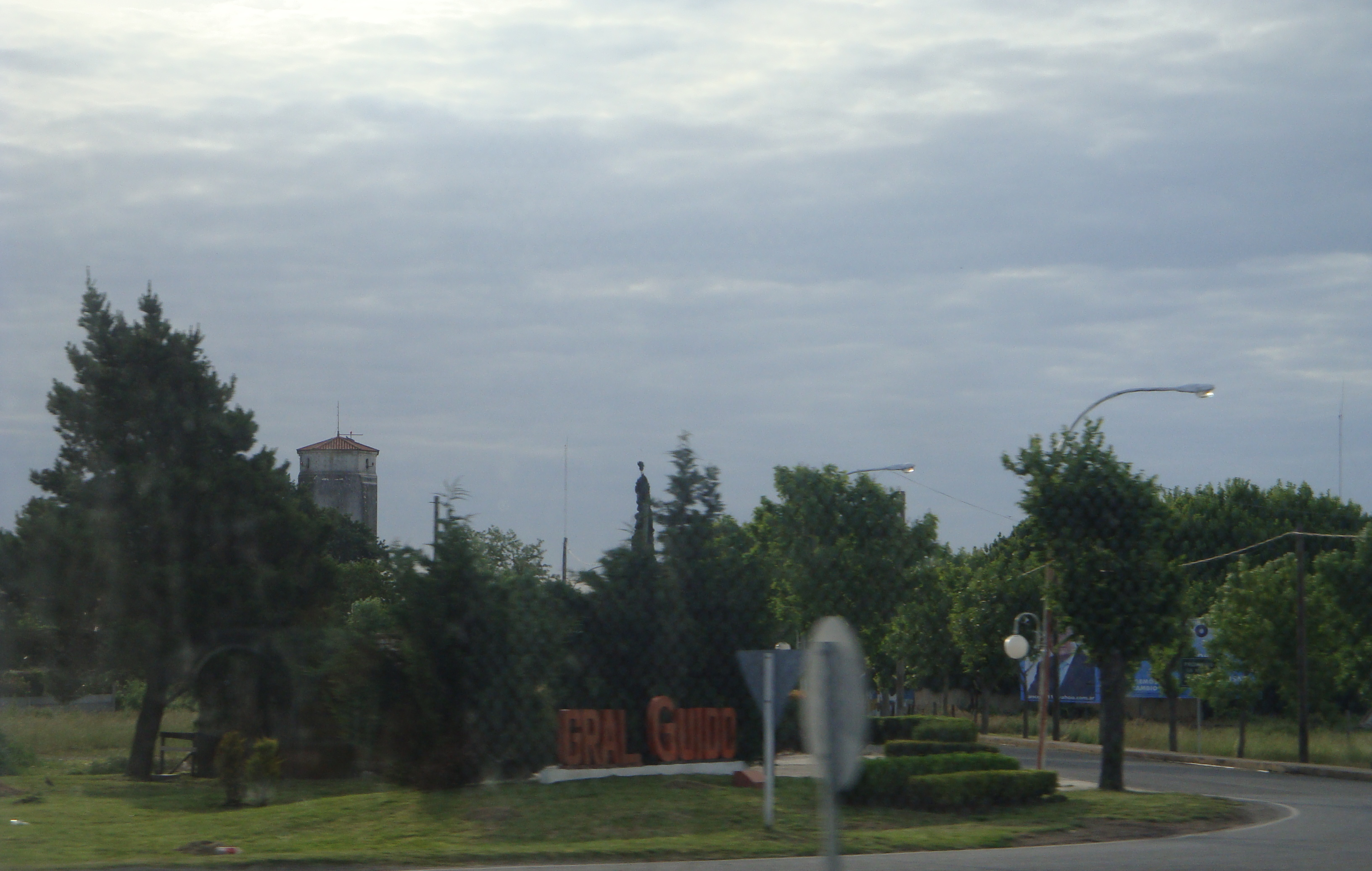
Entrada a General Guido.

- 25 de diciembre de 1839: el partido -originariamente "del Vecino"- se crea por Decreto del gobernador Rosas (ley 441), y era producto de la división del "Partido de Tandil"
- 1865: límites se modifican y se reduce su extensión, al crearse los Partidos de Ayacucho y de General Madariaga.
- 1892: nueva modificación de límites con el ensanche del Partido de Maipú.
- 1868: el nuevo partido carecía aún de pueblo y no lo tendría por varios años, pese a que las iniciativas de fundación databan de mediados del siglo y sucesivos instrumentos legales habían previsto su formación, inclusive señalando los terrenos necesarios para ello.
- 1888: se forma el primer centro poblado espontáneamente en torno de la "Estación de FF.CC. Velázquez", (línea del ferrocarril Sud), que se inauguró en 1887 entre Dolores y Ayacucho.
- febrero de 1891: ya hay una considerable población, antecedentes que motivan la resolución de declarar al pueblo cabecera de Partido y asignarle el nombre de General Guido, en recuerdo del militar, político y diplomático Tomás Guido, de destacada intervención en la campaña emancipadora junto a San Martín.
- 1926: por ley se da al "Partido del Vecino" la denominación del pueblo cabecera.

## Intendentes municipales
| Intendente                 | Mandato                                           | Partido |
| Domingo Humberto Malagamba | 10 de diciembre de 1983 - 10 de diciembre de 1987 | UCR     |
| Néstor Aníbal Galarga      | 10 de diciembre de 1987 - 10 de diciembre de 1991 | UCR     |
| Aníbal Eugenio Loubet      | 10 de diciembre de 1991 - 10 de diciembre de 2019 | UCR     |
| Carlos Humberto Rocha      | 10 de diciembre de 2019 - al presente             | PJ      |

## Localidades
- General Guido
- Labardén

Parajes
- La Posta
- La Unión

## Demografía
Según los resultados definitivos del censo de 2022 la población del partido alcanza los 3.174 habitantes.

### Estructura
La población se encuentra repartida en 1 590 mujeres y 1nbsp;584 hombres, con un índice de masculinidad de 99,6 hombres por cada 100 mujeres. 
La edad mediana de la población es de 36 años (38 años entre las mujeres y 34 años entre los hombres).
El 16,3% de la población tiene más de 65 años (frente al 14,5% en 2010), y el 4,8% de la población tiene más de 80 años (frente al 3,4% en 2010)

### Salud y educación
El 81,5% de la población tiene al menos un tipo de cobertura de salud. 
Unas 1 000 personas asisten a algún tipo de establecimiento educativo de cualquier nivel y unas  139 personas tienen un título terciario o superior (4,7% sobre el total de la población). La tasa de alfabetización es del 99,3

### Migraciones
De las personas residentes en el partido, unas  283 (8,9% del total de población) nacieron en otra provincia, y unas  45 (1,4% del total de población) lo hicieron fuera del país, siendo los grupos de inmigrantes más numerosos los provenientes de:
- Paraguay: 16 personas
- Uruguay: 5 personas
- Bolivia: 4 personas
- Italia: 3 personas
- Brasil: 3 personas

### Hogares
En el partido hay un total de 1 550 viviendas  y 1 233 hogares. 
En cuanto al régimen de tenencia y regularidad de la propiedad de las viviendas, el 59,0% es propia, el 12,2% es alquilada, el 20,0% es cedida o prestada, y el resto se encuentra en otra situación.
Sobre el total de hogares,  977 (79,2% del total) tiene acceso a red pública de agua corriente, solo  68 (5,5% del total) tiene desagüe y descarga a red pública cloacal,  582 (47,2% del total) tiene acceso a red pública de gas, y  818 (66,3 del total) tiene acceso a red de internet en la vivienda. 
| Población | 2.516 | 3.502   | 5.130   | 5.013  | 4.119   | 3.596   | 3.205   | 2.857   | 2.771  | 2.816 | 3.174  |
| Variación | -     | +39,18% | +46,48% | -2,28% | -17,83% | -12,69% | -10,87% | -10,85% | -3,01% | +1,6% | +12,7% |